# Trichoglottis lanceolaria
Trichoglottis lanceolaria är en orkidéart som beskrevs av Carl Ludwig von Blume. Trichoglottis lanceolaria ingår i släktet Trichoglottis och familjen orkidéer. Inga underarter finns listade i Catalogue of Life.

## Bildgalleri

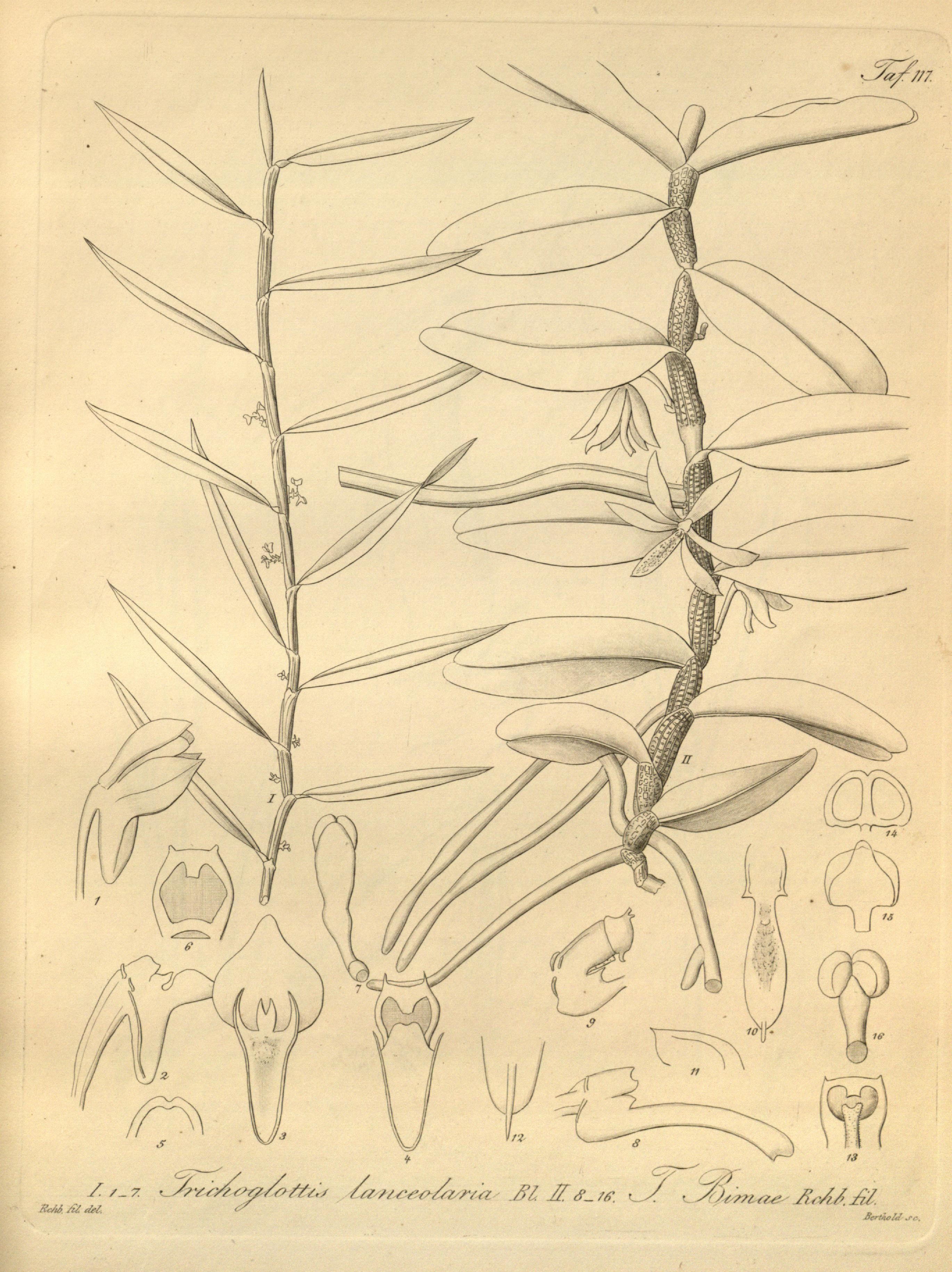